# Гаодзю
Гаодзю (на китайски: 高車; на пинин: Gāojū) е държава в Централна Азия, съществувала от 480 до 540 година в Джунгария и днешен североизточен Казахстан.
Гаодзю възниква около 480 година, когато етническата група тиелъ откъсва от Жоужан нейните западни области северозападно от Кочо. Малко по-късно Гаодзю унищожава хунската държава Юебан на запад. Владетелите на Гаодзю се признават за васали на Северна Уей, която им признава титлата уан. Те воюват с променлив успех срещу Жоужан. През 540 година Гаодзю е унищожена от Жоужан.

## Владетели на Гаодзю
| Име | Име      | Управление |
| --- | -------- | ---------- |
| 1   | Афуджило | 480-496    |
| 2   | Мивоту   | 496-516    |
| 3   | Ифу      | 516-534    |
| 4   | Юедзю    | 534-537    |
| 5   | Биди     | 537-540    |